# Reichsschwert (Norwegen)
Das Reichsschwert Norwegens (norwegisch Rikssverd) ist ein Teil der norwegischen Kronjuwelen und somit Reichsinsignien des norwegischen Königshauses und soll die Stärke und die Macht des Landes symbolisieren.

## Geschichte
1818 bestieg der schwedische König Karl XIV. Johann als Carl III. Johan den Thron Norwegens, das damals in einer Union mit Schweden verbunden war. Zu diesem Zeitpunkt waren noch keine Reichsinsignien vorhanden. Da sich das norwegische Parlament nicht in der Lage sah, die Mittel für die Krönung in Trondheim bereitzustellen, bezahlte der König die Krone und die übrigen Krönungsinsignien aus eigener Tasche.
Zusammen mit dem Reichsschwert bestehen die Insignien aus drei Kronen, zwei Zeptern, zwei Reichsäpfeln und einem Salbungshorn.
Der König selbst soll das Schwert bereits in der Völkerschlacht bei Leipzig im Jahre 1813 getragen haben. Es heißt, dass dieser das Schwert von Napoleon geschenkt bekommen habe, als er französischer Marschall und Herrscher des kleinen italienischen Fürstentums Ponte Corvo war.
Auf Grund der Gestaltung des Schwertes muss jedoch angenommen werden, dass nur die Klinge ein Teil dieses Schwertes gewesen sein kann. Selbst diese muss aber auch bei der Anfertigung des Reichsschwertes verändert worden sein. Denn die Klinge ist mit Motiven der norwegisch-schwedischen Union versehen. Darauf befinden sich das norwegische Staatswappen und die „Drei Kronen“ Schwedens.
Der Griff des Schwertes ist aus derselben Zeit wie die restlichen Insignien und der Knauf an der Spitze hat die Form einer Eichel. Die Scheide ist mit ziseliertem Eichenlaub und Perlmutt verziert. Das Schwert ist 110 cm lang und wiegt 1,3 kg.
Wie die anderen Reichsinsignien wird das norwegische Reichsschwert heute im Nidarosdom in Trondheim aufbewahrt.